# Edi Milokanović
Edi Milokanović zvani Skok (siječnja 1960.), hrvatski automobilistički as, iz Brtonigle. Rodom je iz sela Gambetića kod Višnjana.
Jedan od najtrofejnijih hrvatskih automobilista. Okosnica je osnivanja 1993. auto-moto kluba koji nosi ime po njegovom nadimku, AMK Skok Racing iz Brtonigle. Legendarni vozač, danas izuzetno aktivni djelatnik i organizator natjecanja. Iz mjesta vozača prešao je u organiziranje manifestacija. Na njegovu su se inicijativu 1990. godine ljudi našli i organizirao se opet Istarski rally, njemu najdraža utrka. Kad je vidio mali odaziv, odlučio je biti organizator i ne dopustiti da se ikad više dogodi da bude tako malo sudionika. Zato sve do danas organizira brojne manifestacije, mnogobrojne utrke među kojima je Rally Poreč. Svojim životnim djelom smatra rallycross stazu u Gambetićima, gdje je uz njegov napor došla i pomoć lokalne samouprave i poduzeća.
Za veliki doprinos hrvatskom autošportu dobio je u siječnju 2019. godine nagradu za životno djelo Hrvatskog auto i karting saveza.